# 디지털 아트
디지털 아트(digital art), 디지털 예술은 디지털 기술을 창작 작업의 핵심으로 사용하는 예술 작품이나 작업 전반을 통칭하는 용어이다. 1970년대 이후 컴퓨터 아트와 멀티미디어 아트, 미디어 아트라는 이름으로 등장한 다양한 예술 작품과 작업들은 미디어 아트라는 새로운 개념의 범주 안에 포함된다.
디지털 기술은 회화, 조각, 설치등 기존 미술 작업의 방식을 변화시켰다. 한편, 넷 아트(net art), 디지털 아트, 가상 현실 등 새로운 형식이 예술적 작업으로 인정되었다. 더욱 일반적으로 디지털 아티스트라는 단어는 예술 작업 과정에서 디지털 기술을 사용하는 아티스트를 설명하는 단어이다. 확장된 의미로 '디지털 아트'는 대량 생산 방식 또는 디지털 미디어를 사용하는 동시대의 모든 예술 작업을 지시하는 데 적용할 수 있다.

## 하위분야
- 아트 게임
- 아스키 아트
- 칩 아트
- 컴퓨터 아트 신
- 컴퓨터 음악
- 크립토 아트
- 사이버아트
- 디지털 일러스트레이션
- 디지털 문학
- 디지털 회화
- 디지털 사진
- 디지털 시
- 디지털 조형
- 디지털 건축
- 제너러티브 아트
- 제너러티브 음악
- 전자 음악
- 진화 예술
- 프랙탈 아트
- GIF 아트
- 실감형 가상 현실
- 인터랙티브 아트
- 넷 아트
- 모션 그래픽
- 음악 시각화
- 사진 편집
- 픽셀 아트
- 렌더 아트
- 소프트웨어 아트
- 시스템 아트
- 텍스처
- 트래디지털 아트

## 같이 보기
- 컴퓨터 아트
- 컴퓨터 그래픽스
- 생성 예술
- 미디어 아트